# Инес Айрлънд
Инес Айрлънд (Innes Ireland) е британски автомобилен състезател, участник в световния шампионат на Формула 1.

## Формула 1
Той записва 50 старта като дебютира през 1959 г. в Голямата награда на Нидерландия. Печели един старт за Голямата награда на САЩ през 1961 година, като за цялата си кариера събира 47 точки.